# Église Saint-Jean-Bosco de Strasbourg
L'église Saint-Jean-Bosco est située rue Virgile dans le quartier de Koenigshoffen à Strasbourg.